# Nils Johannisson
Nils Adolf Johannisson, född 27 oktober 1886 i Storkyrkoförsamlingen i Stockholm, död 24 december 1973 i Johannes församling, Stockholm, var en svensk skådespelare och regissör.
Nils Johannisson var son till posttjänstemannen Nils August Johansson. Efter läroverksstudier i Stockholm scendebuterade han vid Strindbergs Intima Teater 1907 som trädgårdsmästaren i Strindbergs Brända tomten och studerade vid Dramatens elevskola 1909–1911. Han var engagerad vid Dramaten 1911–1916 och flyttade 1917 till Tyskland för regissörsstudier. Han var därefter i perioder verksam som regissör Blancheteatern, Vasateatern, Oscarsteatern, Djurgårdsteatern, Stora Teatern, Göteborg, Skådebanan, Riksteatern samt i Köpenhamn och Oslo. Han iscensatte särskilt en rad operetter, bland annat Orfeus i underjorden, Ökensången, Lilla helgonet, Balalaika och Tre valser.
Hans första filmroll kom 1910 i Gustaf Lindens kortfilm Emigrant. Nils Johannisson är begravd på Norra begravningsplatsen utanför Stockholm.

## Filmografi
- 1910 – Emigrant
- 1910 – Regina von Emmeritz och Konung Gustaf II Adolf
- 1911 – Järnbäraren
- 1920 – Gyurkovicsarna
- 1936 – Stackars miljonärer
- 1936 – Ä' vi gifta?
- 1936 – Janssons frestelse
- 1937 – Ryska snuvan
- 1937 – Mamma gifter sig
- 1937 – Lyckliga Vestköping
- 1937 – Häxnatten
- 1937 – En flicka kommer till sta'n
- 1937 – Bergslagsfolk
- 1938 – Kamrater i vapenrocken
- 1938 – Kustens glada kavaljerer
- 1938 – Svensson ordnar allt!
- 1939 – Spöke till salu
- 1939 – I dag börjar livet
- 1939 – Då länkarna smiddes
- 1940 – Snurriga familjen
- 1940 – Romans
- 1941 – Fröken Kyrkråtta
- 1942 – Rid i natt!
- 1942 – Sexlingar
- 1942 – En sjöman i frack
- 1942 – Det är min musik
- 1943 – Det brinner en eld
- 1943 – Kungsgatan
- 1943 – En vår i vapen
- 1943 – Katrina
- 1943 – I dag gifter sig min man
- 1943 – Sjätte skottet
- 1944 – Fia Jansson från Söder
- 1945 – Oss tjuvar emellan eller En burk ananas
- 1947 – Kronblom
- 1947 – Får jag lov, magistern!
- 1948 – En svensk tiger
- 1948 – Intill helvetets portar
- 1948 – De valde friheten!
- 1949 – Sjösalavår
- 1949 – Kronblom kommer till stan
- 1949 – Jungfrun på Jungfrusund
- 1949 – Hin och smålänningen
- 1954 – De röda hästarna

## Teater

### Roller (ej komplett)
| År   | Roll               | Produktion                                                         | Regi             | Teater      |
| ---- | ------------------ | ------------------------------------------------------------------ | ---------------- | ----------- |
| 1915 | Markis de Langlier | Äventyret Gaston Arman de Caillavet och Robert de Flers            | Karl Hedberg     | Dramaten    |
| 1918 | Monturot           | Damen från bion Nicolas Nancey och Jean Rieux                      | Knut Nyblom      | Vasateatern |
| 1918 | Linkstedt          | Den bättre hälften Franz Arnold och Ernst Bach                     | Knut Nyblom      | Vasateatern |
| 1919 | Operasångaren      | Skratta Pajazzo Salisbury Field och Margaret Mayo                  | Knut Nyblom      | Vasateatern |
| 1919 |                    | Vi spekulera alla Jens Locher                                      | Nils Johannisson | Vasateatern |
| 1919 | von Verz           | Hertiginnans halsband Wolfgang Polaczek och Hugo Schönbrunn        | Knut Nyblom      | Vasateatern |
| 1920 |                    | Ska vi - eller inte? Jens Locher                                   | Knut Nyblom      | Vasateatern |
| 1920 |                    | Hotellråttan Marcel Gerbidon och Paul Armont                       |                  | Vasateatern |
| 1920 |                    | Kärlekens fars Helge Krog och Olaf Bull                            |                  | Vasateatern |
| 1921 | Poche              | Borgmästarinnan (La presidente) Maurice Hennequin och Pierre Veber | Albert Ranft     | Vasateatern |
| 1921 |                    | Komprometterad Frances Nordstrom                                   | Nils Johannisson | Vasateatern |
| 1921 | Lambrusque         | Hon gav dig ögon Maurice Hennequin och Pierre Veber                | Knut Nyblom      | Vasateatern |
| 1921 | Korpral Sykes      | En fransysk visit Reginald Berkeley                                | Nils Johannisson | Vasateatern |
| 1921 |                    | Dansflugan Marcel Gerbidon och Paul Armont                         | Knut Nyblom      | Vasateatern |
| 1921 | Charles Bronson    | Annonsera! Roi Cooper Megrue och Walter Hackett                    | Knut Nyblom      | Vasateatern |
| 1924 | Poche              | Borgmästarinnan (La presidente) Maurice Hennequin och Pierre Veber | Albert Ranft     | Vasateatern |
| 1940 | Hovstad            | En folkfiende Henrik Ibsen                                         | Olof Molander    | Vasateatern |

### Regi (ej komplett)
| År   | Produktion                                                       | Upphovsmän                                                              | Teater                  |
| ---- | ---------------------------------------------------------------- | ----------------------------------------------------------------------- | ----------------------- |
| 1919 | Vi spekulerar alla                                               | Jens Locher                                                             | Vasateatern             |
| 1921 | Gröna hissen                                                     | Avery Hopwood                                                           | Vasateatern             |
| 1921 | Komprometterad                                                   | Frances Nordstrom                                                       | Vasateatern             |
| 1921 | En fransysk visit                                                | Reginald Berkeley                                                       | Vasateatern             |
| 1922 | Tredje skottet                                                   | Channing Pollock                                                        | Vasateatern             |
| 1922 | Bajadären Die Bajadere                                           | Emmerich Kálmán, Julius Brammer och Alfred Grünwald                     |                         |
| 1923 | Farinelli                                                        | Hermann Zumpe, F. Wilibald Wulff och Charles Cassmann                   | Oscarsteatern           |
| 1923 | Greven av Luxemburg Der Graf von Luxemburg                       | Franz Lehár, Alfred Maria Willner och Robert Bodansky                   | Oscarsteatern           |
| 1923 | Glada änkan Die lustige Witwe                                    | Franz Lehár, Victor Léon och Leo Stein                                  | Oscarsteatern           |
| 1923 | Jungfruburen Das Dreimäderlhaus                                  | Alfred Maria Willner, Heinz Reichert, Franz Schubert och Heinrich Berté | Oscarsteatern           |
| 1923 | Katja Katja, die Tänzerin                                        | Jean Gilbert, Leopold Jacobson och Rudolph Österreicher                 | Oscarsteatern           |
| 1923 | Madame Pompadour                                                 | Leo Fall, Rudolf Schanzer och Ernst Welisch                             | Oscarsteatern           |
| 1923 | Bajadären Die Bajadere                                           | Emmerich Kálmán, Julius Brammer och Alfred Grünwald                     | Oscarsteatern           |
| 1923 | En herre i frack                                                 | André Picard                                                            | Svenska teatern         |
| 1924 | Rajhan                                                           | Anders Eje och Fred Winter                                              | Oscarsteatern           |
| 1924 | Operettprinsessan Die schönste der Frauen                        | Richard Kessler, Will Steinberg och Walter Brommé                       | Oscarsteatern           |
| 1924 | Frasquita                                                        | Franz Lehár, Alfred Maria Willner och Heinz Reichert                    | Oscarsteatern           |
| 1924 | Kvinnan i purpur Das Weib im Purpur                              | Jean Gilbert, Leopold Jacobson och Rudolf Oesterreicher                 | Oscarsteatern           |
| 1925 | Grevinnan Mariza Gräfin Mariza                                   | Emmerich Kálmán, Julius Brammer och Alfred Grünwald                     | Oscarsteatern           |
| 1925 | Damerna från Olympen Die Damen vom Olymp                         | Rudolf Nelson, Rudolf Schantzer och Ernst Welisch                       | Oscarsteatern           |
| 1925 | Lille kavaljeren Der süsse Kavalier                              | Rudolf Schanzer, Ernst Welisch och Leo Fall                             | Oscarsteatern           |
| 1925 | Stambuls ros                                                     | Leo Fall, Julius Brammer och Alfred Grünwald                            | Oscarsteatern           |
| 1925 | Orloff                                                           | Ernst Marischka och Bruno Granichstaedten                               | Oscarsteatern           |
| 1925 | Julstjärnan Reisen til Julestjernen                              | Sverre Brandt och Johan Halvorsen Översättning Nils Johannisson         | Oscarsteatern           |
| 1926 | Antonia                                                          | Melchior Lengyel                                                        | Oscarsteatern           |
| 1926 | Benjamin                                                         | René Mercier                                                            | Södra Teatern           |
| 1928 | Tre små flickor Drei arme kleine Mädels                          | Walter Kollo, Hermann Feiner och Bruno Hardt-Warden                     | Djurgårdsteatern        |
| 1929 | Hjärter dam                                                      | Lewis E. Gensler                                                        | Vasateatern             |
| 1930 | En sommarkväll på Djurgården                                     | Göran Triewald                                                          | Skansens friluftsteater |
| 1930 | Sympatiska Simon                                                 | Fridolf Rhudin och Henning Ohlsson                                      | Vasateatern             |
| 1930 | Patsy                                                            | Barry Conners                                                           | Mindre teatern          |
| 1932 | Juvelstölden Ekszerrablás a Váci-uccában                         | Ladislas Fodor                                                          | Oscarsteatern           |
| 1932 | Harrys bar, revy                                                 | Berco och Chatham                                                       | Blancheteatern          |
| 1934 | Lilla helgonet Mam'zelle Nitouche                                | Hervé, Henri Meilhac och Albert Millaud                                 | Oscarsteatern           |
| 1934 | Jungfruburen Das Dreimäderlhaus                                  | Alfred Maria Willner, Heinz Reichert, Franz Schubert och Heinrich Berté | Oscarsteatern           |
| 1934 | En kvinna som vet vad hon vill Eine Frau, die weiß, was sie will | Louis Verneuil, Alfred Grünwald och Oscar Straus                        | Oscarsteatern           |
| 1935 | Maya                                                             | Imre Harmath, Rudolf Schanzer, Ernst Welisch och Szabolcs Fényes        | Oscarsteatern           |
| 1941 | Äventyr på fotvandring Eventyr paa Fodrejsen                     | Jens Christian Hostrup Bearbetning Gunnar Rydgren                       | Riksteatern             |

## Radioteater

### Roller
| År   | Roll                            | Produktion                                                  | Regi           |
| ---- | ------------------------------- | ----------------------------------------------------------- | -------------- |
| 1940 | En detektiv                     | 33,333 Algot Sandberg                                       | Carl Barcklind |
| 1940 | Mr John Andrews, svenskamerikan | När nämndemansmoras Ida skulle bortgiftas Nanna Wallensteen | Carl Barcklind |